# Alcis gavisa
Alcis gavisa är en fjärilsart som beskrevs av Louis Beethoven Prout 1929. Alcis gavisa ingår i släktet Alcis och familjen mätare. Inga underarter finns listade i Catalogue of Life.